# Poulainville
Poulainville är en kommun i departementet Somme i regionen Hauts-de-France i norra Frankrike. Kommunen ligger i kantonen Amiens 8e (Nord) som tillhör arrondissementet Amiens. År 2022 hade Poulainville 1 310 invånare.

## Befolkningsutveckling
Antalet invånare i kommunen Poulainville
| Referens: INSEE |